# Oxydoras kneri
Oxydoras kneri är en fiskart som beskrevs av Pieter Bleeker 1862. Oxydoras kneri ingår i släktet Oxydoras och familjen Doradidae. Inga underarter finns listade i Catalogue of Life.